# Krigsåret 1970

## Pågående krig
- Inbördeskriget i Tchad (1966-1988)

- Vietnamkriget (1959-1975)[1]
  - Sydvietnam, USA, Sydkorea, Australien och Nya Zeeland på ena sidan
  - Nordvietnam, FNL och Kina på andra sidan

## Händelser

### September
- 6 - PFLP kapar fyra flygplan; Flygkapardramat i Jordanien 1970.
- 16 - Jordanska trupper anfaller PLO i Amman; Svarta september.

### Okänt datum
- Kina drar tillbaka sina trupper från Vietnam.

### Fotnoter
1. ↑  ”World Statesmen”. http://www.worldstatesmen.org/WARS.html. Läst 28 juni 2011.